# Varronia
Varronia är ett släkte av strävbladiga växter. Varronia ingår i familjen strävbladiga växter.

## Dottertaxa tillVarronia, i alfabetisk ordning[1]
- Varronia acunae
- Varronia acuta
- Varronia alba
- Varronia ambigua
- Varronia anderssonii
- Varronia andreana
- Varronia angustifolia
- Varronia anisodonta
- Varronia areolata
- Varronia axillaris
- Varronia badaeva
- Varronia bahamensis
- Varronia barahonensis
- Varronia bellonis
- Varronia bifurcata
- Varronia bombardensis
- Varronia bonplandii
- Varronia braceliniae
- Varronia bridgesi
- Varronia brittonii
- Varronia brownei
- Varronia buddlejoides
- Varronia bullata
- Varronia bullulata
- Varronia calocephala
- Varronia campestris
- Varronia caput-medusae
- Varronia chabrensis
- Varronia clarendonensis
- Varronia claviceps
- Varronia corallicola
- Varronia corchorifolia
- Varronia coriacea
- Varronia coyucana
- Varronia cremersii
- Varronia crenata
- Varronia curassavica
- Varronia cylindristachya
- Varronia dardani
- Varronia dependens
- Varronia duartei
- Varronia eggersii
- Varronia erythrococca
- Varronia exarata
- Varronia fasciata
- Varronia fasciculata
- Varronia foliosa
- Varronia gibberosa
- Varronia glandulosa
- Varronia gonavensis
- Varronia grandiflora
- Varronia grisebachii
- Varronia guanacastensis
- Varronia guaranitica
- Varronia guazumifolia
- Varronia haitiensis
- Varronia harleyi
- Varronia holguinensis
- Varronia iberica
- Varronia inermis
- Varronia integrifolia
- Varronia intonsa
- Varronia intricata
- Varronia jamaicensis
- Varronia jeremiensis
- Varronia krauseana
- Varronia lamprophylla
- Varronia lanceolata
- Varronia lantanifolia
- Varronia lauta
- Varronia laxiflora
- Varronia lenis
- Varronia leptoclada
- Varronia leucocephala
- Varronia leucomalla
- Varronia leucomalloides
- Varronia leucophlyctis
- Varronia lima
- Varronia limicola
- Varronia linnaei
- Varronia lippioides
- Varronia longipedunculata
- Varronia lucayana
- Varronia macrocephala
- Varronia macrodonta
- Varronia marioniae
- Varronia martinicensis
- Varronia mayoi
- Varronia moaensis
- Varronia mollissima
- Varronia multicapitata
- Varronia multispicata
- Varronia munda
- Varronia nashii
- Varronia neowediana
- Varronia nesophila
- Varronia nipensis
- Varronia oaxacana
- Varronia oligodonta
- Varronia paraguariensis
- Varronia parviflora
- Varronia paucidentata
- Varronia pedunculosa
- Varronia perroyana
- Varronia peruviana
- Varronia picardae
- Varronia podocephala
- Varronia poliophylla
- Varronia polystachya
- Varronia portoricensis
- Varronia revoluta
- Varronia roraimae
- Varronia rosei
- Varronia rupicola
- Varronia rusbyi
- Varronia salviifolia
- Varronia sangrinaria
- Varronia sauvallei
- Varronia schomburgkii
- Varronia scouleri
- Varronia selleana
- Varronia serrata
- Varronia sessilifolia
- Varronia setigera
- Varronia setulosa
- Varronia shaferi
- Varronia spinescens
- Varronia stellata
- Varronia stenostachya
- Varronia steyermarkii
- Varronia striata
- Varronia subtruncata
- Varronia suffruticosa
- Varronia tarodaea
- Varronia toaensis
- Varronia truncata
- Varronia urticifolia
- Varronia utermarkiana
- Varronia wagnerorum
- Varronia vargasii
- Varronia vasqueziana
- Varronia villicaulis